# Bulbophyllum elevatopunctatum
Bulbophyllum elevatopunctatum är en orkidéart som beskrevs av Johannes Jacobus Smith. Bulbophyllum elevatopunctatum ingår i släktet Bulbophyllum och familjen orkidéer. Inga underarter finns listade i Catalogue of Life.